# Astra 1K
Astra 1K luxemburgi kommunikációs műhold. Nagy teljesítményű, sokoldalú és megbízható űreszköz, hosszú időre tervezett élettartama alatt nagyon pontos beállítást tett volna lehetővé.

## Küldetés
Elősegíteni a rádió- és televíziócsatornák kisméretű parabolaantennával történő analóg vételét. Analóg és digitális műsorszolgáltató műhold, Európában, Közel-Keleten és a Nyugat-Ázsiában végez szolgáltatást.

## Jellemzői
Gyártotta a Boeing Satellite Systems, üzemeltette a Société Européenne des Satellites-Astra (SES Astra) Európa műhold üzemeltető magáncége. 2002-ben az Astra 1K-nak kellett volna felváltania az Astra 1A, Astra 1B és az Astra 1C egységeket, de műszaki okok miatt ez nem valósulhatott meg,
Megnevezései:  COSPAR:2002-053A; SATCAT kódja: 27557.
2002. november 25-én a Bajkonuri űrrepülőtérről, a LC-81/23 jelű indítóállványról egy Proton-K (Blok-DM-2M) hordozórakétával állították alacsony Föld körüli pályára (LEO = Low-Earth Orbit). Az orbitális pályája 90,10 perces, 51,6° hajlásszögű, Geoszinkron pálya perigeuma 244 kilométer, az apogeuma 3175 kilométer volt. Parkoló pályára állást követően a rakétaegység utolsó fokozata technikai hiba miatt nem indult be, nem tudta biztosítani a magasabb pályára állítást.
A valaha indított legnagyobb tömegű polgári kommunikációs űreszköz, tömege 5250 kilogramm. Formája kocka. Szolgálati idejét 15 évre tervezték. Három tengelyesen stabilizált (Nap-Föld érzékeny) űreszköz. 1100 csatorna működést kellett volna biztosítania, felváltva három előző űreszközt.. Telemetriai szolgáltatását antennák segítik. Információ lejátszó KU-sávos, 52 (46 aktív+6 tartalék) és 2 Ka-sávos transzponder biztosította Európa lefedettségét. Az űreszközhöz napelemeket (gallium- arzenid) rögzítettek (a 2x6 elem kinyitva 37 méter; 13 kW), éjszakai (földárnyék) energia ellátását újratölthető kémiai, nikkel-hidrogén akkumulátorok biztosították. A stabilitás és a pályaelemek elősegítése érdekében plazma hajtóművel felszerelt.
Fejlesztési irányok
- jelentős növekedése (méret, súly, teljesítmény) a platform méretében;
- pozíció változtatásokat plazma hajtómű biztosította volna;
- kettős ultra-fényvisszaverők telepítését;
- 2x6-panel napelem egységet szállított, biztosítva a 13 kW teljesítményt;

2002. december 10-én, 14,093 nap (0,0386 év) után a Csendes-óceán felett belépett a légkörbe és megsemmisült. A biztosító által kifizetett 300 millió dollárral költségeinek 80%-a megtérült.